# Bumbogo
Bumbogo (Kinyarwanda Umurenge wa Bumbogo) ist einer von 15 Sektoren im Distrikt Gasabo in der Hauptstadt Kigali in Ruanda.

## Geographie
Bumbogo hat eine Fläche von 60,6 km². Der Sektor unterteilt sich in die sieben Zellen Kinyaga, Musave, Mvuzo, Ngara, Nkuzuzu, Nyabikenke und Nyagasozi. Nachbarsektoren sind im Norden Rutunga, im Osten Gikomero, im Südosten Ndera, im Südwesten Kimironko, im Westen Kinyinya und im Nordwesten Nduba.

## Bevölkerung
Nach der Volkszählung von 2022 betrug die Einwohnerzahl 112.899 Einwohner. Zehn Jahre zuvor waren es 35.381, was einer jährlichen Bevölkerungsabnahme von 12 Prozent zwischen 2012 und 2022 entspricht.